# Херман (комуна)
Херман (рум. Hărman) — комуна у повіті Брашов в Румунії. До складу комуни входять такі села (дані про населення за 2002 рік):
- Поду-Олтулуй (554 особи)
- Херман (3871 особа) — адміністративний центр комуни

Комуна розташована на відстані 144 км на північ від Бухареста, 8 км на північний схід від Брашова.

## Населення
За даними перепису населення 2002 року у комуні проживали 4425 осіб.
Національний склад населення комуни:
| Національність | Кількість осіб | Відсоток |
| -------------- | -------------- | -------- |
| румуни         | 3955           | 89,4%    |
| цигани         | 249            | 5,6%     |
| угорці         | 113            | 2,6%     |
| німці          | 105            | 2,4%     |
| італійці       | 2              | < 0,1%   |
| українці       | 1              | < 0,1%   |

Рідною мовою назвали:
| Мова       | Кількість осіб | Відсоток |
| ---------- | -------------- | -------- |
| румунська  | 4124           | 93,2%    |
| угорська   | 116            | 2,6%     |
| німецька   | 102            | 2,3%     |
| циганська  | 80             | 1,8%     |
| італійська | 2              | < 0,1%   |
| українська | 1              | < 0,1%   |

Склад населення комуни за віросповіданням:
| Релігія                                       | Кількість осіб | Відсоток |
| --------------------------------------------- | -------------- | -------- |
| православні                                   | 3965           | 89,6%    |
| п'ятдесятники                                 | 133            | 3,0%     |
| лютерани (Аугсбурзького сповідання)           | 104            | 2,4%     |
| римо-католики                                 | 81             | 1,8%     |
| реформати                                     | 36             | 0,8%     |
| бретрени                                      | 20             | 0,5%     |
| адвентисти                                    | 19             | 0,4%     |
| баптисти                                      | 18             | 0,4%     |
| лютерани (Синодально-пресвітеріанська церква) | 9              | 0,2%     |
| греко-католики                                | 8              | 0,2%     |
| унітарії                                      | 8              | 0,2%     |
| не релігійні                                  | 3              | 0,1%     |
| лютерани                                      | 2              | < 0,1%   |
| атеїсти                                       | 1              | < 0,1%   |
| не вказали релігію                            | 1              | < 0,1%   |